# Michael Serr
Michael Serr (* 14. Juli 1962 in Landau/Pfalz) ist ein ehemaliger deutscher Fußballtorhüter.

## Karriere
Serr spielte bis 1985 beim ASV Landau und bei Phönix Bellheim.
Von 1986 bis 1993 war er Torhüter beim Bundesligisten 1. FC Kaiserslautern und bestritt insgesamt 54 Bundesligaspiele. Er stand beim FCK als Ersatztorwart zumeist im Schatten von Gerry Ehrmann. 1987/88, 1989/90 und 1992/93 war er, jeweils für einen Teil der Saison, die Nummer 1. Nach seiner Zeit in Kaiserslautern spielte er ein Jahr für den 1. FC Saarbrücken in der 2. Bundesliga (zehn Einsätze) und wurde 2003 Torwarttrainer beim SV Darmstadt 98.
Nach Ende seiner Karriere als aktiver Fußballspieler wurde Michael Serr Geschäftsführer der Pro European Sports Management GmbH und dort als Spielerberater tätig. Er vertrat unter anderem Florian Fromlowitz, Sascha Kotysch und Marcel Ziemer, die allesamt bei Kaiserslautern spielten.

## Erfolge
- Deutscher Meister 1991, 3 Punkte vor dem FC Bayern München
- Supercup-Sieger 1991, 3:1 gegen den SV Werder Bremen
- Deutscher Pokalsieger 1990, 3:2 gegen den SV Werder Bremen
- CL-Teilnehmer 1992, legendäres Achtelfinale gegen den FC Barcelona